# Tinjac
Tinjac ili liskun je slojeviti silikat ili filosilikat. Kristalna struktura tinjaca im se sastoji od troslojnih paketa. Gornji i donji sloj pojedinoga paketa izgrađen je od tetraedara, a međusloj sadrži oktaedre M(O,OH)6. U sredini oktaedara nalaze se kationi (M) magnezija, željeza ili aluminija, kisikovi su ioni na vrhovima tetraedara, a OH– ioni u međuprostorima. Između paketa su kationi natrija, kalija ili kalcija, s ili bez molekula vode. Simetrija im je monoklinska sa pseudoheksagonskim habitusom. Tinjci su bezbojni, žuti, zeleni, smeđi ili crni, mekani, savršeno se kalaju duž plohe (001), listići mogu biti elastično savitljivi ili kruti, što ovisi o jakosti veze između slojeva. Vrlo su rašireni u prirodi u genetski različitim stijenama: kao eruptivi, pegmatiti, metamorfiti, klastični sedimenti.

## Podjela
Važniji su članovi grupe: 
- biotit, K(Fe,Mg)3[Si3AlO10](OH,F)2, najvažniji tinjac, crne je boje; njegov je varijetet lepidomelan, u magmatskoj i metamorfnoj sredini s ulogom petrogenoga minerala, koji ne sadrži magnezij, nije dielektrik;
- muskovit,KAl2[Si3AlO10](OH,F)2, svijetlih je boja, u tankim listićima, proziran, pojavljuje se u magmatitima i škriljevcima;
- flogopit,KMg3[Si3AlO10](OH,F)2, smeđe boje, kontaktno metamorfan (skarn);
- lepidolit (litijski tinjac), KLi1,5Al1,5[Si3AlO10](OH,F)2, u kojem litijev ion zauzima oktaedrijske položaje; crvenkaste je boje, nađen je u pegmatitima obogaćenima rijetkim zemljama i u grajzenima;
- cinvaldit (litijski tinjac), K(Li,Fe,Al)3(AlSi3O10)(OH,F)2, blijedoljubičaste do žućkaste boje, nađen je u grajzenima i pegmatitima;
- paragonit, monoklinski tinjac, NaAl2[Si3AlO10](OH)2, bezbojan do blijedožut, mekan, sastojak škriljevaca, filita i gnajseva.

### Slike
|           |           |             |            |
| Muskovit. | Flogopit. | Lepidolit . | Paragonit. |